# Ford Nucleon
Ford Nucleon — концепт-кар, который должен был работать за счёт компактного ядерного реактора, один из немногих таких проектов в 1950-х и 60-х годах. Был разработан компанией Ford в 1957 году, но ни одной рабочей модели так и не было построено, концепция была продемонстрирована только как масштабная модель.
Макет автомобиля можно увидеть в музее Генри Форда в городе Дирборн (Мичиган), а также в павильоне «Атом» на ВДНХ в Москве.

## Описание
Концепция не предполагает двигателя внутреннего сгорания, автомобиль должен работать исключительно за счёт энергии ядерного реактора, расположенного в задней части. Автомобиль должен был использовать паровой двигатель, работающий на делении урана, аналогично тем, которые используются на атомных подводных лодках. Капсула с радиоактивным горючим располагалась также сзади и была защищена двойным дном. Капсулы предполагались взаимозаменяемыми, чтобы было легко «дозаправиться» в длительном путешествии. Кабина была спроектирована для защиты пассажиров от воздействий реактора и выполнена в виде колпака из стекла и металла, с воздухозаборниками по бокам. На некоторых фотографиях Ford Nucleon изображён с закрылками, расположенными на воздухозаборниках.
Предполагалось, что на одной капсуле с ядерным топливом автомобиль сможет пройти около 8 000 км (5 000 миль) или больше, в зависимости от типа установленной капсулы. После того как заряд иссякнет, ядерное топливо должно было быть заменено на свежее на специальных техстанциях, которые планировались как замена традиционным заправочным станциям.